# San Vito di Leguzzano
San Vito di Leguzzano (San Vito in veneto) è un comune italiano di 3 490 abitanti della provincia di Vicenza in Veneto.

## Geografia fisica
Il comune situato a 158 m s.l.m. non è compreso nel territorio della comunità montana ed insiste nel bacino idrografico del Brenta–Bacchiglione sottobacino Leogra-Timonchio.

Il territorio è attraversato in direzione nord-sud dai torrenti Refosco e Livergon che, fondendosi, danno luogo alle acque del torrente Giara; ad est si trovano il fossato Proe ed il torrente Leogra. Vi sono poi torrenti minori che prendono il nome dalle rispettive valli: Valle Pra Longhi, Valle dell'Orco, Valle Bisele, Valle Nogara, Valle della Volpe e Valle della Guizza.

## Origini del nome
Il toponimo San Vito evidentemente deriva dal nome del santo di devozione benedettina, dato che il paese appartenne per secoli a questi monaci. Nelle carte del XIV e XV secolo, il monte sovrastante San Vito era chiamato mons luguzani.
La denominazione del comune fino al 1867 era San Vito.

## Storia

### Epoca antica
In zona sono ancora visibili le tracce di una centuriazione romana.

### Medioevo
Durante l'Alto Medioevo i benedettini, provenienti dal monastero dei Santi Felice e Fortunato di Vicenza, colonizzarono la parte montuosa di San Vito. Probabilmente a San Vito, prima del 1000, c'era un priorato benedettino, cui allude il privilegio del vescovo Rodolfo del 983, che possedeva delle curtes. Nel 1147 l'abate Antonio di San Felice rinnovava l'investitura dei vigneti posseduti dal monastero nelle pertinenze di San Vito.
Alla fine del Duecento, come appare dalle Rationes decimarum custodite negli archivi vaticani, San Vito dipendeva dalla pieve di Belvicino. In questo stesso secolo il territorio fu colonizzato da popolazioni di lingua tedesca, dette cimbri, chiamate per lavori di disboscamento, pastorizia e agricoltura.
Nel Trecento, come in molte altre località del territorio, anche a San Vito venne costituita una Compagnia di Battuti.
Verso la metà del secolo, durante la dominazione scaligera, il territorio di San Vito fu sottoposto, sotto l'aspetto amministrativo, al Vicariato civile di Schio e tale rimase sino alla fine del XVIII secolo.
Fino al 1500 il parroco di San Vito veniva designato dall'abate di San Felice, che vi faceva anche le sue visite pastorali

### Simboli
Lo stemma e il gonfalone sono stati concessi con decreto del presidente della Repubblica del
29 dicembre 1995.
Il gonfalone è un drappo di rosso.

## Monumenti e luoghi d'interesse
La chiesa parrocchiale del capoluogo è dedicata ai santi Vito, Modesto e Crescenzia. Nella cinquecentesca chiesa di San Valentino, in via Gonzi a Leguzzano, si può ammirare un prezioso altare marmoreo, opera di Bartolomeo Mercante, “lapicida” del luogo, del 1579. Entrambe le chiese sono di origine benedettina, come testimoniato dall'intitolazione a santi tipici della devozione di questi monaci.
Come edificio civile la Villa Almerico Dalla Vecchia Novello si affaccia tra altre case su una delle vie del centro storico. Vi si distingue un nucleo antico gravemente compromesso a sud, con colombara e alcune adiacenze attorno. Si sviluppa su tre piani e mostra evidenti caratteri gotici nella struttura e nella presenza di almeno una finestra ogivale, ora tamponata, a est.
Il territorio comunale mantiene tuttora beni che rappresentano valori e risorse capaci di definire identità e memoria della popolazione locale (edifici religiosi, festività, sagre, ricorrenze, prodotti tipici, sistemi e pratiche colturali, ecc.). Il P.R.G. elenca i seguenti elementi:
- Forno, contrada Leguzzano-Mercante;
- Campanile Chiesa di Leguzzano;
- Fontana/lavatoio, contrada Leguzzano-Gonzi;
- Capitello Immacolata Concezione, Leguzzano;
- Fontana/lavatoio, contrada Ancetti;
- Fontana/lavatoio, contrada Gonzi;
- Fontana/lavatoio, contrada Giordani;
- Capitello lungo la strada comunale dei Santi (dedicata alla Madonna);
- Forno, contrada Ca' Sette;
- Capitello, contrada Ca' Sette (Madonna Pellegrina);
- Chiesetta della Madonnetta;
- Capitello della Madonna di Monte Berico sulla S.P. per Monte di Malo;
- Roccoli in località Grumello (Roccolo Novello-Roccolo Brandellero-Roccolo Cortina); -Antiche recinzioni in muratura e/o in sasso;
- Percorso della Roggia dei Molini;
- Archi e portici nel centro storico di San Vito;
- Terrazzo geologico sito parallelamente alla S.P. n. 46.

## Società

### Evoluzione demografica
Abitanti censiti

### Etnie e minoranze straniere
Al 1º gennaio 2022, gli stranieri residenti nel comune sono 198 e rappresentano il 5,5% della popolazione totale. Di seguito riportate le nazionalità straniere maggiormente rappresentate:
1. Romania 42
2. Serbia 26
3. Bosnia-Erzegovina 21
4. Cina 15
5. Marocco 13

## Cultura
Presso la Corte Priorato-Gandin in via Roma ha sede il Museo etnografico sulla lavorazione del legno, dove si possono trovare strumenti comuni della falegnameria e quelli specifici usati dai carrai e dai bottai, preziosa testimonianza dei mestieri antichi, di cui esistono attestazioni a San Vito a partire dal primo Quattrocento.
Il museo custodisce una collezione di oltre 2700 oggetti che testimoniano la vita di un tempo: stoviglie, biancheria e oggetti per la casa, attrezzi usati nell'allevamento degli animali, nel lavoro dei campi, o per le attività del muratore, del ciabattino, strumenti impiegati nella tessitura e nella produzione di filati. La biblioteca del museo offre un ricco archivio cartaceo e fotografico sulle attività artigianali locali. Una suggestiva cantina ospita gli oggetti che venivano utilizzati nella produzione del vino.

## Geografia antropica
Il comune è formato dal centro e capoluogo di San Vito di Leguzzano sede municipale, dai nuclei di Costa, di Leguzzano, nonché dai nuclei di antica origine di Gonzi, Leguzzano Mercante, Tason, Nogara, Cazzola, Ancetti, Guizza, Giordani, San Rocco, Ongari, Pozzoli e Cà Sette posti in zona collinare.

## Infrastrutture e trasporti
La rete infrastrutturale che interessa il territorio è formata dalla:
- S.P. 46 del Pasubio che collega Vicenza, Schio e Valli del Pasubio;
- S.P. 114 Schio - Malo;
- S.P. 47 San Vito di Leguzzano - Monte di Malo.